# قيطس (كوكبة)
كوكبة قَيْطَس (باللاتينية: Cetus) 

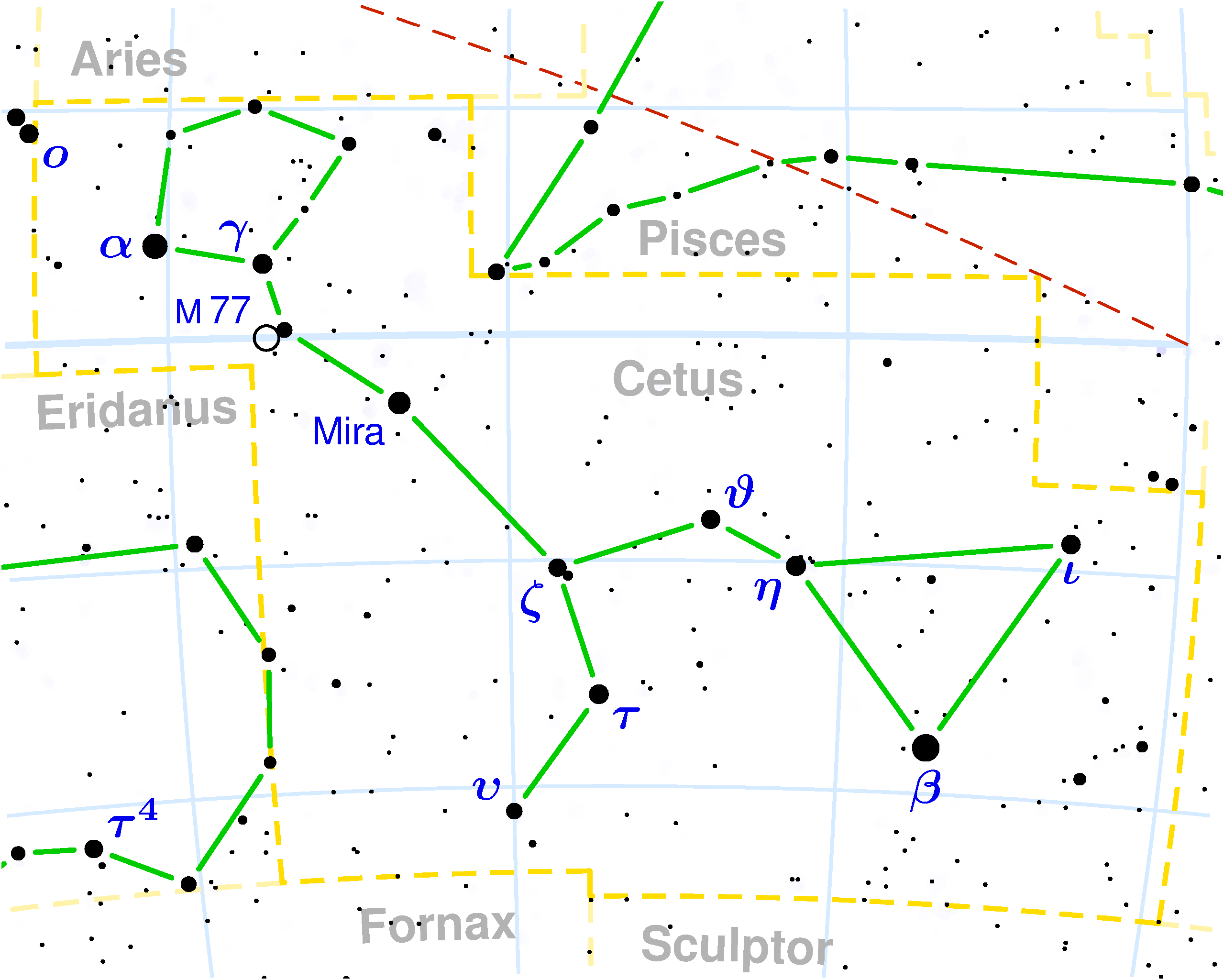

هي من كوكبات نصفي الكرة السماوية الشمالية والجنوبية.
وتعتبر كوكبة قيطس كوكبةً كبيرةً، ويحتل 50 درجة طولاً و20 درجة عرضاً في السماء؛ وعلى الرغم من أنها لا توجد بها نجوم ألمع من المقدار الثاني، إلا أن هناك واحداً فقط هو بالمقدار الثاني.
من المجرات النجمية الموجودة في كوكبة قيطس: M 77, NGC 247, NGC 1068, IC 1613.
وأما السدم: NGC 246.

الصورة لكوكبة قيطس (متحركة) ،[أنقر].

وأما أهم النجوم الموجودة في كوكبة قيطس فهي: ألفا قيطس (منخر قيطس)، وبيتا قيطس (الضفدع الثاني أو ذنب قيطس)، وغاما قيطس (الكف الجذماء)، وزيتا قيطس (بطن قيطس)، وإيتا قيطس (ذنب قيطس الجنوبي)، وإيوتا قيطس (ذنب قيطس الشمالي)، ولامدا قيطس [الإنجليزية]، وأوميكرون قيطس (ميرا).